# Verbandsgemeinde Guntersblum

Bannerflagge

Lage der Verbandsgemeinde Guntersblum im Landkreis Mainz-Bingen

Die Verbandsgemeinde Guntersblum war eine Gebietskörperschaft im Landkreis Mainz-Bingen in Rheinland-Pfalz. Der Verbandsgemeinde gehörten neun eigenständige Ortsgemeinden an. Der Verwaltungssitz war in der namensgebenden Ortsgemeinde Guntersblum. Am 1. Juli 2014 wurde die Verbandsgemeinde Guntersblum in die Verbandsgemeinde Nierstein-Oppenheim eingegliedert. Daraus entstand die neue Verbandsgemeinde Rhein-Selz.

## Verbandsangehörige Gemeinden
| Ortsgemeinde                 | Fläche (km²) | Einwohner |
| ---------------------------- | ------------ | --------- |
| Dolgesheim                   | 6,55         | 923       |
| Dorn-Dürkheim                | 5,60         | 911       |
| Eimsheim                     | 4,61         | 540       |
| Guntersblum                  | 16,71        | 3.720     |
| Hillesheim                   | 5,54         | 619       |
| Ludwigshöhe                  | 2,99         | 565       |
| Uelversheim                  | 7,49         | 1.069     |
| Weinolsheim                  | 5,92         | 716       |
| Wintersheim                  | 3,83         | 308       |
| Verbandsgemeinde Guntersblum | 59,23        | 9.371     |

(Einwohner am 31. Dezember 2012)

## Geschichte
Die Verbandsgemeinde Guntersblum wurde durch das Dreizehnte Landesgesetz über die Verwaltungsvereinfachung im Lande Rheinland-Pfalz vom 1. März 1972 neu gebildet. Die Gemeinde Dorn-Dürkheim gehörte zu diesem Zeitpunkt dem Landkreis Alzey-Worms an; erst zum 16. April 1974 erfolgte der Wechsel in den Landkreis Mainz-Bingen.
Im Zuge der Gebietsreform des Landes Rheinland-Pfalz wurde die Verbandsgemeinde Guntersblum in die Verbandsgemeinde Nierstein-Oppenheim eingegliedert. Als Grund dafür galt unter anderem die für das Land Rheinland-Pfalz eher geringe Zahl von Einwohnern (unter 12.000 Einwohner) und die daraus vermeidbaren Verwaltungskosten. Die Amtsgeschäfte der neuen Verbandsgemeinde mit dem Namen Verbandsgemeinde Rhein-Selz wurden am 1. Juli 2014 aufgenommen. Zunächst hat die neue Verbandsgemeinde im Leininger Schloss in Guntersblum eine Verwaltungsstelle. Die neue Verbandsgemeinde Rhein-Selz ist mit rund 40.000 Bürgern die größte Verbandsgemeinde in Rheinland-Pfalz.
Am 13. Dezember 2013 stimmten die Fraktionen der SPD Rheinland-Pfalz und von Bündnis 90/Die Grünen Rheinland-Pfalz im Landtag Rheinland-Pfalz für eine Zwangsfusion beider Verbandsgemeinden, nachdem eine freiwillige Fusion gescheitert war. Die Fraktion der CDU Rheinland-Pfalz stimmte gegen die Fusion.

## Einwohnerentwicklung
Die Entwicklung der Einwohnerzahl bezogen auf das Gebiet der Verbandsgemeinde Guntersblum im Jahr 2014; die Werte von 1871 bis 1987 beruhen auf Volkszählungen:
| Jahr | Einwohner |
| 1815 | 4.586     |
| 1835 | 7.390     |
| 1871 | 6.724     |
| 1905 | 7.066     |
| 1939 | 7.313     |
| 1950 | 8.788     |
| 1961 | 7.903     |

| Jahr   | Einwohner |
| 1970   | 7.789     |
| 1987   | 7.883     |
| 1997   | 9.452     |
| 2005   | 9.514     |
| 2010   | 9.379     |
| 2011 a | 9.414     |
| 2012   | 9.371     |

## Politik

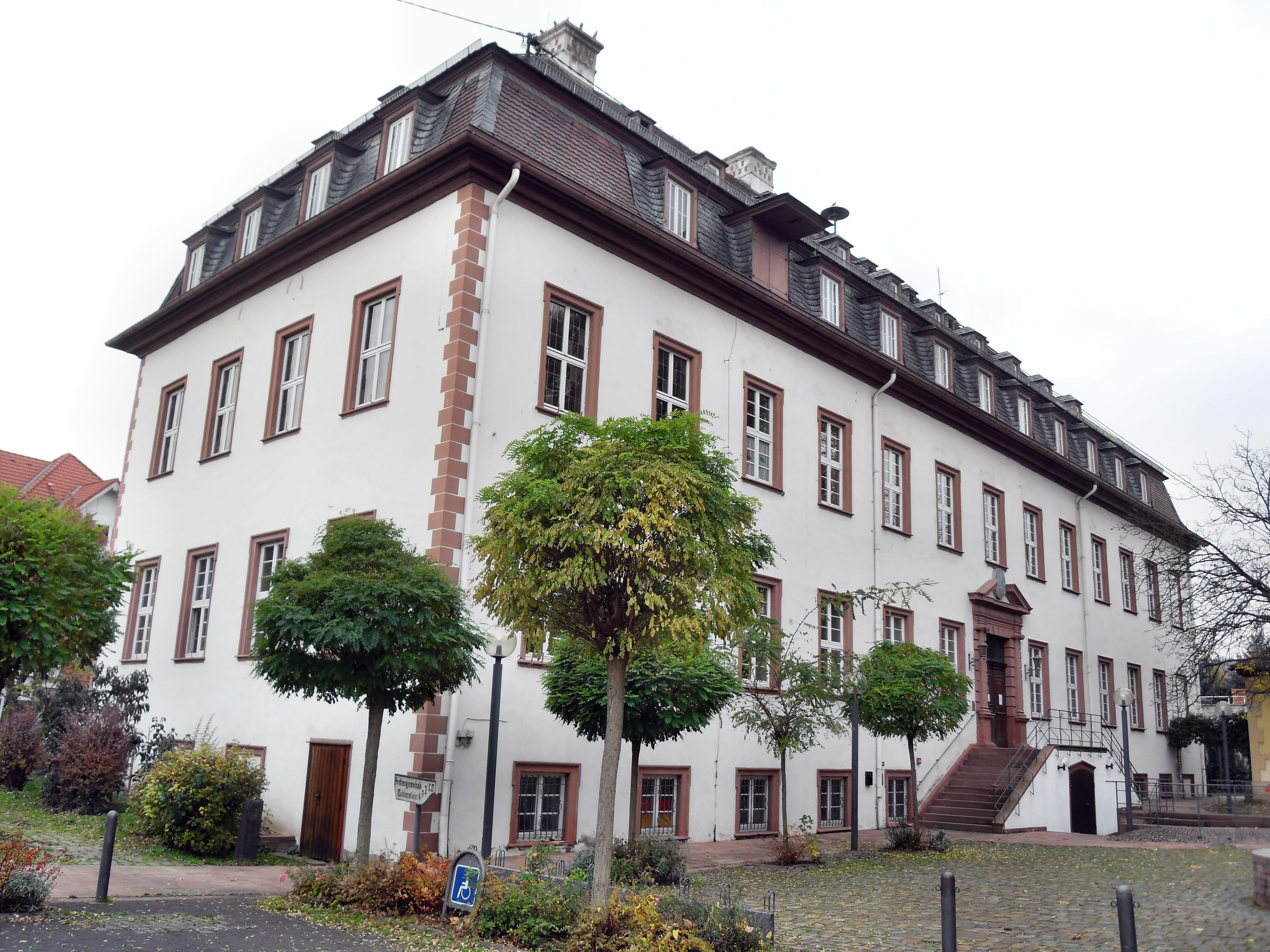
Sitz der ehemaligen Verbandsgemeindeverwaltung: das Leininger Schloss in Guntersblum

### Verbandsgemeinderat
Der Verbandsgemeinderat Guntersblum bestand nach seiner letzten Wahl bei der Kommunalwahl am 7. Juni 2009 aus 24 ehrenamtlichen Ratsmitgliedern, die in einer personalisierten Verhältniswahl gewählt wurden, und dem hauptamtlichen Bürgermeister als Vorsitzendem.
Die Sitzverteilung im ehemaligen Verbandsgemeinderat:
| Wahl | SPD | CDU | FDP | FWG | GLG | Gesamt   |
| ---- | --- | --- | --- | --- | --- | -------- |
| 2009 | 9   | 8   | 1   | 4   | 2   | 24 Sitze |
| 2004 | 9   | 7   | 1   | 5   | 2   | 24 Sitze |

### Bürgermeister
- 1972–2002: Rudi Müller (CDU)
- 2002–2009: Robert Kunnen (CDU)
- 2009–2014: Michael Stork (CDU)

## Verkehr
Die Verbandsgemeinde Guntersblum lag im Gebiet des Rhein-Nahe-Nahverkehrsverbundes. Durch sie verlief die Bahnstrecke Mainz–Ludwigshafen. Am Bahnhof von Guntersblum hielten stündlich, werktags größtenteils halbstündlich, die Regionalbahnlinie RB 44 der DB Regio. Hier bestand Anschluss an die Metropolregionen Rhein-Main und Rhein-Neckar.
Nach Worms führte außerdem die Buslinie 432 der Busverkehr Rhein-Neckar. Sie ersetzte die seit dem Jahr 1969 stillgelegte Altrheinbahn über Gimbsheim, Eich und Hamm am Rhein. Auch sie fuhr, ähnlich wie die RB 44, montags bis freitags halbstündlich sowie am Wochenende größtenteils stündlich bis zweistündlich.
Des Weiteren verlief an Guntersblum und Ludwigshöhe vorbei die neu gebaute und im Dezember 2007 eingeweihte Bundesstraße 9 im Abschnitt nach Nierstein und weiter nach Mainz.